# دانشگاه سول
دانشگاه سول یک دانشگاه خصوصی متدیست در چاپل هیل در شهرستان واشینگتن، تگزاس ایالات متحده بود. این مدرسه که در سال ۱۸۵۶ تأسیس و به نام اسقف جاشوا سوله نامگذاری شد، جایگزین بخش مردانه مؤسسه مردانه و زنانه چپل هیل شد و قرار بود جانشین کالج روترسویل شود. سول پس از جنگ داخلی آمریکا و دو اپیدمی تب زرد درگیر چالش‌های مالی بود که باعث شد کلیسای متدیست، دانشگاه ساوت‌وسترن را به عنوان جایگزین در سال ۱۸۷۳ تشکیل دهند. علیرغم اینکه قانونگذار تگزاس منشور سول را در سال ۱۸۷۵ به جنوب غربی منتقل کرد، حامیان محلی سول را تا سال ۱۸۸۷ تحت نام کالج سول باز نگه داشتند. پردیس سول تا زمانی که در سال ۱۹۱۲ بسته شد توسط کالج زنان چاپل هیل استفاده می‌شد